# Silverstoneia flotator
Silverstoneia flotator – gatunek płaza bezogonowego z rodziny drzewołazowatych (Dendrobatidae), żyjący w Ameryce Centralnej. Dzisiaj uznawany za jeden gatunek, być może w przyszłości zostanie zamiast niego wydzielonych kilka oddzielnych gatunków.

## Występowanie
Zwierzę to występuje w Kostaryce i Panamie, być może także w skrajnie południowo-wschodniej Nikaragui.
Jego środowisko naturalne stanowią tropikalne wilgotne lasy nizinne; można je także spotkać w lasach wtórnych i na plantacjach. Jest to zwierzę pospolite.

## Ekologia
Chociaż nie są podejmowane żadne specjalne działania, mające na celu ochronę tego gatunku, część jego zasięgu występowania obejmuje obszary chronione.